# Pacto das Sombras
Pacto das Sombras é um grupo fictício de heróis mágicos dos quadrinhos da DC Comics, surgido na história da luta contra o Espectro em 2005 chamada Day of Vengeance ou "Dia de Vingança". Eles são uma espécie de Liga da Justiça do sobrenatural do Universo DC. Alguns de seus membros são da suposta espécie Homo Magi.
O grupo teve sua própria revista, terminada em maio de 2008 após 2 anos e 25 exemplares. A equipe reapareceu em Reign in Hell série lançada em julho de 2008.

## História fictícia do grupo
O "Pacto das Sombras" foi fundado num impulso por Magia (Enchantress), Retalho (Ragman) e Detetive Chimp para enfrentar o Espectro que havia decidido destruir toda a magia do universo. O trio se juntou ao Demônio Azul, Sombra da Noite e Senhor da Noite.
Durante o desenvolvimento da trama, é revelado pelo Mago Shazam em tom fatídico que o nome “Pacto das Sombras” foi usado em outros tempos por grupo de místicos que lutavam contra causas perdidas e eventualmente, fracassavam. 
Na sua luta contra o Espectro, o grupo recebeu auxílio de outros personagens: o Vingador Fantasma, que ajudou o Detetive Chimp enquanto esteve transformado num roedor; outros foram o Capitão Marvel, o mago Shazam e Alice Sombria (Black Alice). Com o fim da história e a destruição da Pedra da Eternidade, apenas seis membros permaneceram na equipe. O Vingador Fantasma retornou a sua forma humana embora continuasse a aconselhar o grupo. O mago Shazam foi morto pelo Espectro e o Capitão Marvel desapareceu. Alice Sombria, após testemunhar a batalha final da equipe contra o Espectro, foi morar com seu pai em Dayton (Ohio), sem se juntar oficialmente ao grupo.
Fragmentos da Pedra da Eternidade caíram em El Paso, Texas. O Pacto voltou a ação quando metade de um prédio ameaçou cair. Superman salvou o dia, reparando o edifício em super-velocidade. O Pacto assegurou que eles ficariam e protegeriam El Paso. Nesse momento, o escaravelho do Besouro Azul foi encontrado por um adolescente chamado Jaime Reyes.
Tempos depois, o Pacto das Sombras ajudou Robin (Tim Drake) contra meta-humanos em Blüdhaven, antes da cidade ser destruída. Durante a aventura, eles novamente são ajudados por outro herói mágico, a "Filha do Bruxo".
O quartel-general do Pacto das Sombras é o Bar Oblivio, um ponto de encontro dos místicos e que tem uma passagem secreta para Gotham City. Jim Rook, o Senhor da Noite, era o proprietário do bar. Depois de um ano de ausência devido a luta contra o Pentáculo, um conjurador chamado Eddie Deacon assumiu o lugar. Deacon se declarou o proprietário, mesmo após o retorno de Rook. Rook não reclamou mas também não ajudou Deacon, que não sabia o código dos telefones. O Pacto também não lhe tirou o bar, pois Deacon tinha habilidade telecinéticas que o tornavam um barman eficiente.

### Especial Day of Vengeance
Em Day of Vengeance Special, os membros do Pacto das Sombras se juntaram a outros mágicos para tentarem reconstruir a Pedra da Eternidade. Com a orientação do Vingador Fantasma, os heróis se dividiram em três grupos: um foi liderado por Zatanna que ficou responsável por reunir todos os pedaços da Pedra; o outro, para servir de isca aos "Sete Pecados Capitais", entidades aprisionadas em forma de estátua na Pedra da Eternidade e que agora estavam libertos; e o terceiro, com o Fantasma Vingador e o Pacto das Sombras, para preparar a armadilha para os Pecados. O plano funcionou bem, com Zatanna recuperando os pedaços e reconstruindo a Pedra. Após a captura de Ganância, Sombra da Noite é atacada e raptada por Felix Fausto e os Três Demônios, a serviço de Alexander Luthor, Jr., que desejava incorporá-la a sua máquina do Multiverso (conforme visto em Crise Infinita).
Após o restauro da Pedra da Eternidade, Zatanna conta ao Capitão Marvel que ele deverá permanecer nela para evitar que a magia violenta escape novamente. Antes disso, Nabu, o último dos Lordes da Ordem, enfrenta o Espectro e é morto. Como consequência, A Voz (Deus) descobre sobre o Espectro e procura outro hospedeiro, Crispus Allen. É também o sinal sobre o fim da Nona Era e o surgimento da Décima Era. Nabu tinha sido levado à Pedra e explicou aos heróis o que tinha acontecido com o Espectro e pediu ao Detetive Chimp para escolher um novo Senhor Destino. Vendo que o Elmo do Destino não cabia em sua cabeça, o Detetive Chimp deu-o ao Capitão Marvel que lançou-o à Terra, para que o próprio Elmo escolhesse o novo Senhor Destino.

### A série do Pacto das Sombras
As revistas do Pacto das Sombras iniciaram em maio de 2006. As histórias foram publicadas no Brasil pela Editora Panini na revista Universo DC a partir de junho de 2007.
Na primeira aventura, um grupo de vilões conhecido por Pentáculo, que tinha membros com poderes refletidos do Pacto das Sombras, foi introduzido. O Pentáculo, liderado pela feiticeira Strega, gerou um escudo impenetrável de sangue sólido ("redoma sangrenta") ao longo da cidade de Riverrock, Wyoming e começou a matar sistematicamente as pessoas da cidade para contatar o mestre dela, o Lorde da Luz. O Pacto das Sombras entrou na cidade com a ajuda do Vingador Fantasma. Os heróis foram capturados pelo  Pentáculo, exceto o Detetive Chimp, que foi pego e torturado por Karnevil. Enquanto aprisionados, o capanga Coelho Branco propôs ajuda ao Senhor da Noite desde que esse concordasse com um futuro jogo entre eles. O Senhor da Noite aceitou. Ao escapar, Magia atacou o Coelho Branco pois desconfiava dele. Encontraram Chimp e Magia quebrou o encanto de Strega sobre a cidade, em troca de 1 ano de sua história (que passou de imediato). Após esse período os heróis apareceram em Riverrock e se depararam com uma estátua "em memória" deles.
Nas histórias seguintes, o Pacto das Sombras foi alvo de vários vilões - incluindo Blue Moon, Wild Huntsman, e A Congregação. Esses últimos seguiam as ordens de Doutor Gotham, um novo inimigo que passara milênios nos subterrâneos. Strega se tornou uma aliada do Pacto e foi responsável pelos avisos de novas ameaças. Magia e Retalho foram escravizados por Wild Hunstman e Sombra da Noite, Demônio Azul e Retalho foram cegados pela Congregação. Com a ajuda de Madame Xanadu eles se curaram da cegueira e seus problemas lhe garantiram reputação crescente na Ordem Mágica: Magia ganhou a posse do Calderão Herne-Ramsgate que era de Nightwitch, o que deu ao Pacto das Sombras acesso as informações sobre todas as criaturas mágicas do Universo DC, enquanto Detetive Chimp e Senhor da Noite estudavam tática e estratégia de super-heróis. Uma parte disso resultou na adoção pelo grupo das "Três Leis Universais dos Super-Heróis", um tipo de colagem das leis de Isaac Asimov, como recita o Detetive Chimp:
| “ | Primeira Lei: Devem estar sempre prontos para protegerem as vidas e seguranças de inocentes. Segunda Lei: Devem estar sempre prontos para protegerem as vidas e seguranças de outros super-heróis e membros da equipe, desde que isso não conflite com a Primeira Lei. Terceira Lei: As vidas dos adversários devem ser sempre protegidas, desde que isso não conflite com as Primeira e Segunda Leis. | ” |

O Xeque-Mate pediu ao Pacto das Sombras que ajudasse a Rainha Negra (Sasha Bordeaux) a se infiltrar entre os inimigos do culto do Kobra.

### Minissérie
Antes do cancelamento da revista, o Vingador Fantasma trouxe os times de 1908 e 2108 para o presente para combaterem Rei Sol, revelado como a fonte do poder do Doutor Gotham. 
A luta se desenvolve em vários períodos simultâneamente e ao final, o Vingador Fantasma disse que a história havia mudado e que Pacto das Sombras não mais seria lembrado como "fracassados".

## Membros

### Fundadores
- Demônio Azul - Daniel Cassidy é um dublê de Hollywood amaldiçoado pelo demônio  Nebiros.
- Detetive Chimp - Bobo T. Chimp, é o maior detetive símio do mundo.
- Magia - June Moone, recebeu um grande poder de um misterioso ser mágico.
- Senhor da Noite - Jim Rook, possuidor da espada Nightblade, ex-lider do Pacto das Sombras e ex-proprietário do Bar Oblivion.
- Sombra da Noite - Eve Eden, refugiada da Terra das Sombras Negras, agente do governo anterior.
- Retalho - Rory Regan, último de uma longa linha de redentores que usam o  "Grande Artefato Coletor" em sua luta contra o mal.

### Últimos membros
- Acheron - Ele se diz um poderoso fantasma mas não como o Espectro. Ele possui a habilidade de criar ilusões e se tornar intangível.
- Cavaleiro da Meia-Noite - Elias Stone, dono de um par de pistolas mágicas de seis-tiros que ele chama de Pistolas Fantasmas que aparecem apenas a noite.
- Filha do Bruxo - Laura Fell, uma acólita de Johnny Warlock. Laura e Johnny tem os mesmos poderes mágicos e foram confinados na Torre Negra.
- Zauriel - Um anjo caído e membro da Liga da Justiça que foi enviado para matar o Demônio Azul, ma se tornou seu substituto enquanto ele foi cuidar de seus próprios problemas.

## Coletâneas
| Título e Tradução                        | Revistas coletadas   | Data            | ISBN               | Link                |
| ---------------------------------------- | -------------------- | --------------- | ------------------ | ------------------- |
| The Pentacle Plot (O plano do Pentáculo) | Shadowpact #1-3, 5-8 | junho de 2007   | ISBN 1845765338    | trade profile at DC |
| Cursed (Amaldiçoados)                    | Shadowpact #4, 9-13  | janeiro de 2008 | ISBN 1845767381    | trade profile at DC |
| Darkness and Light (Escuridão e Luz)     | Shadowpact #14-19    | junho de 2008   | ISBN 1845768922    | trade profile at DC |
| The Burning Age (A Era das Chamas)       | Shadowpact #20-25    | janeiro de 2009 | ISBN 9781401221591 | trade profile at DC |

Day of Vengeance também foi coletado, em um único volume:
- Day of Vengeance (coletânea de Day of Vengeance #1-6, Action Comics #826, Adventures of Superman #639 e Superman #216, 224 páginas, dezembro de 2005, ISBN 1401208401)[4]